# Александър Храмчихин
Александър Храмчихин е руски политолог, завеждащ отдел в Института за политически и военен анализ. Завършил е физика в Московския държавен университет. Автор е на многобройни публикации на тема геополитика и военно строителство. Публикува и в сп. „Новьiй мир". Живее и работи в Москва.